# IBM 1403

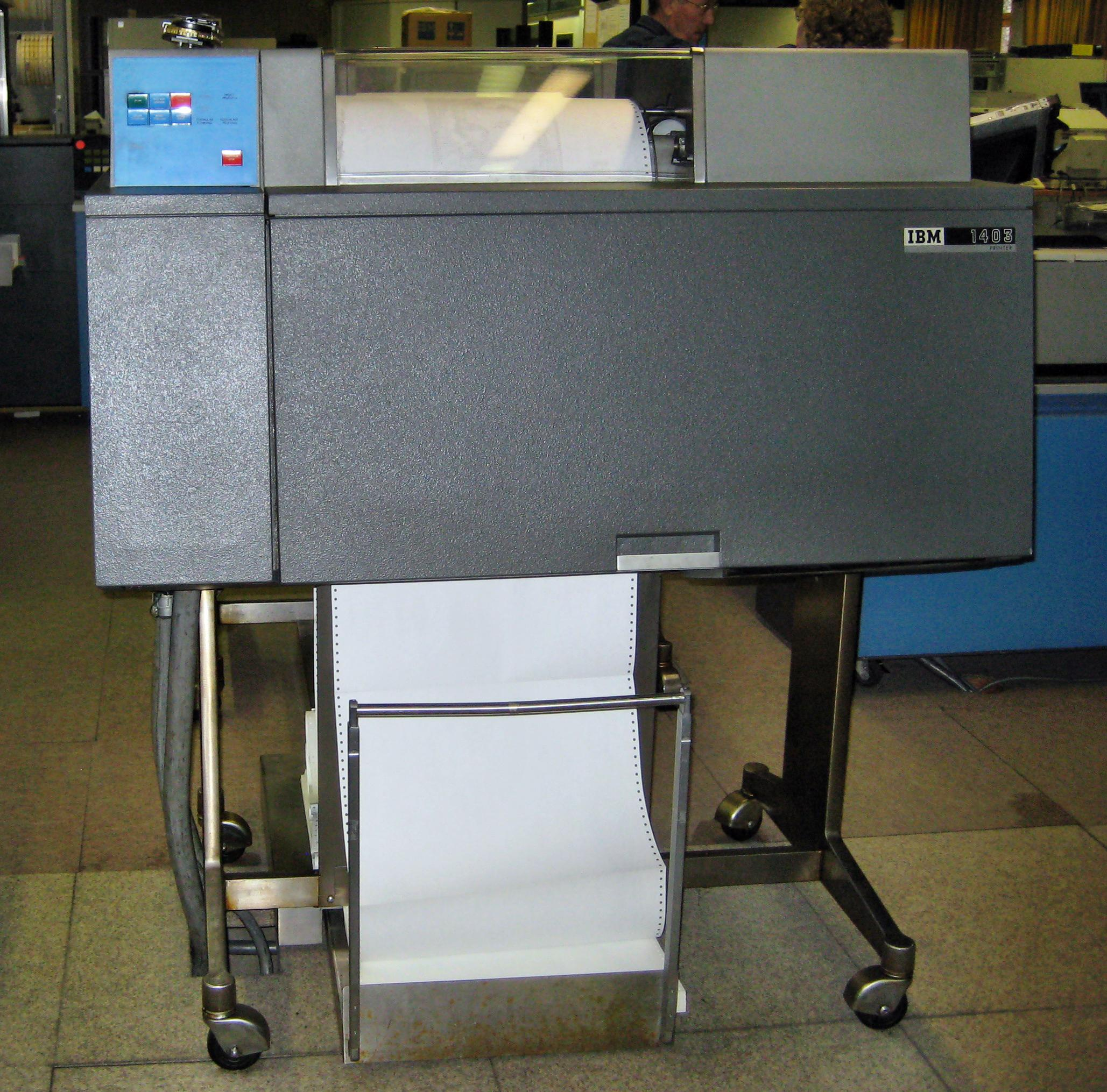
IBM 1403プリンター（ドイツ・シンデルフィンゲンのデータ処理機器博物館で）

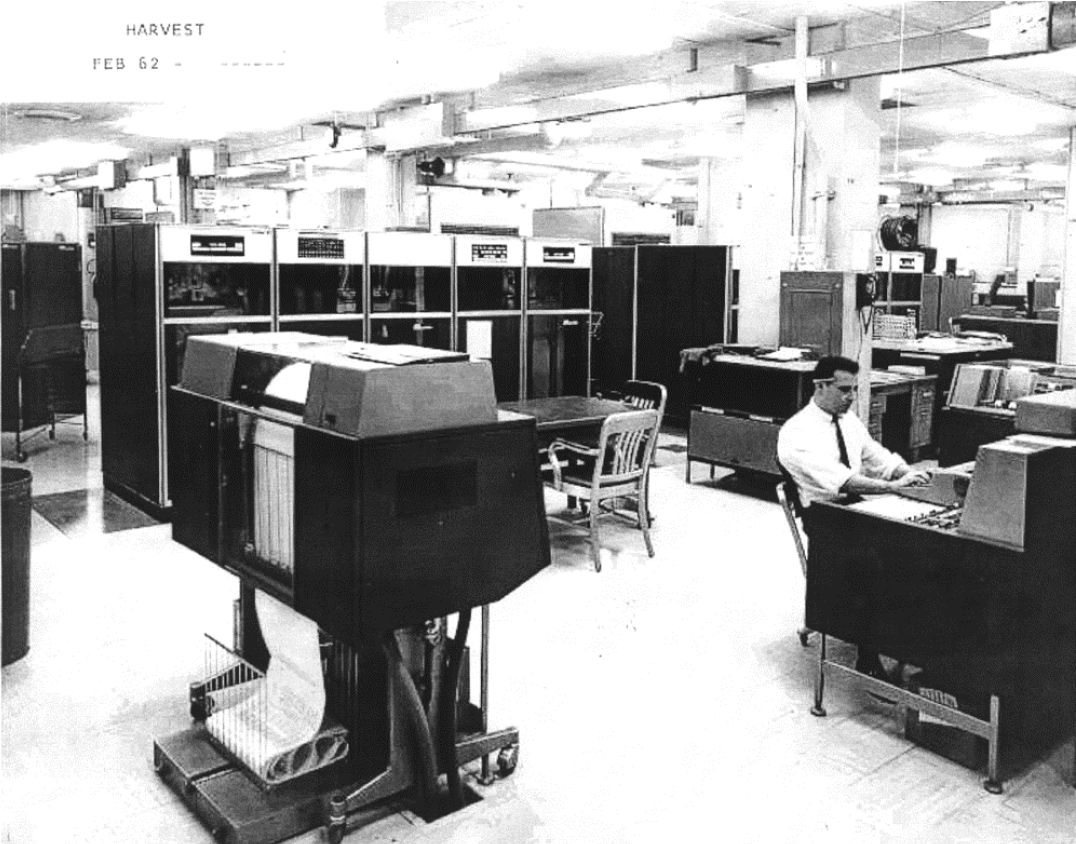
IBM 7030システムの前景はIBM 1403プリンター（アメリカ国家安全保障局で）

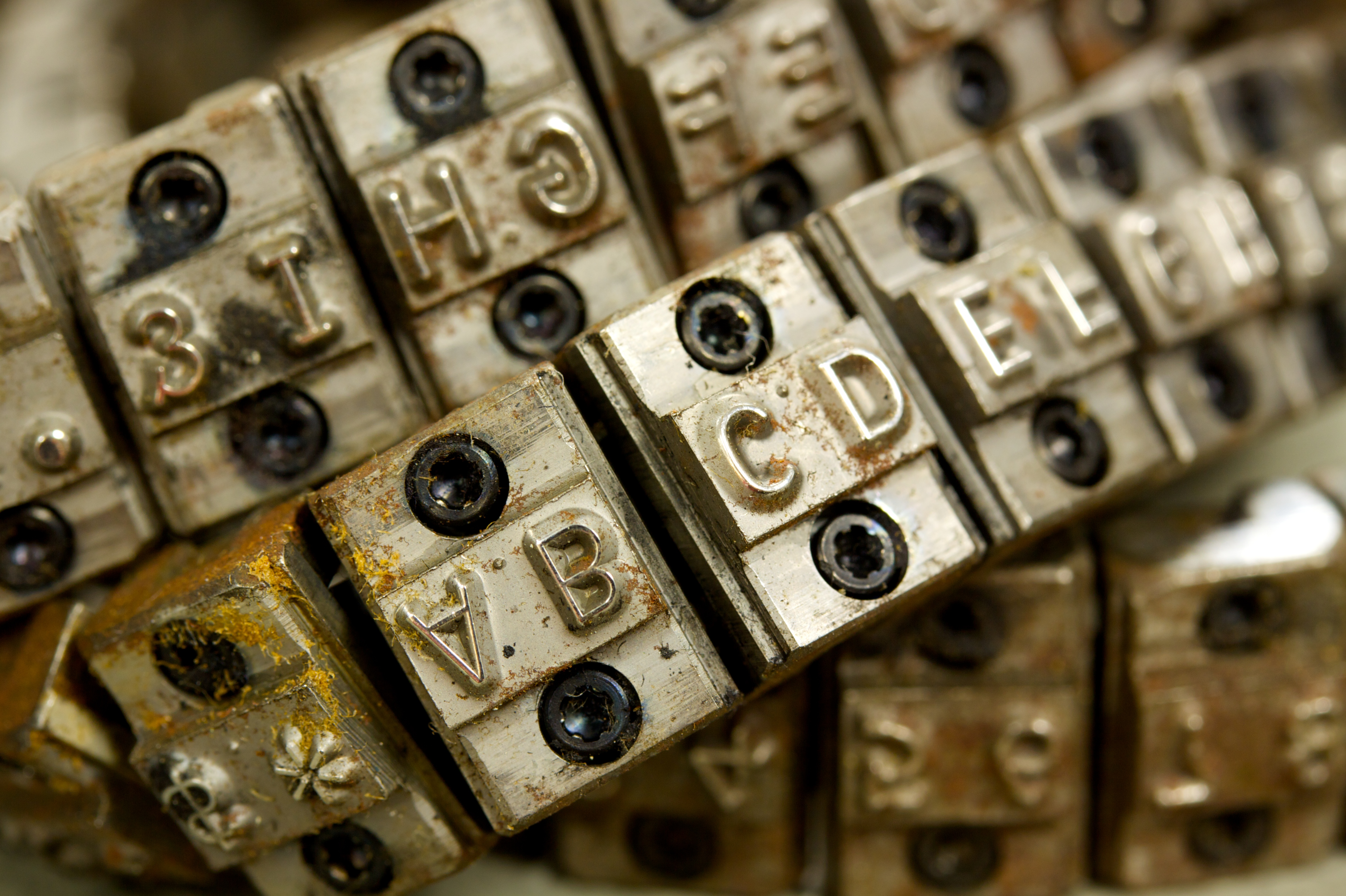
IBM 1403プリンターのチェーンの拡大写真

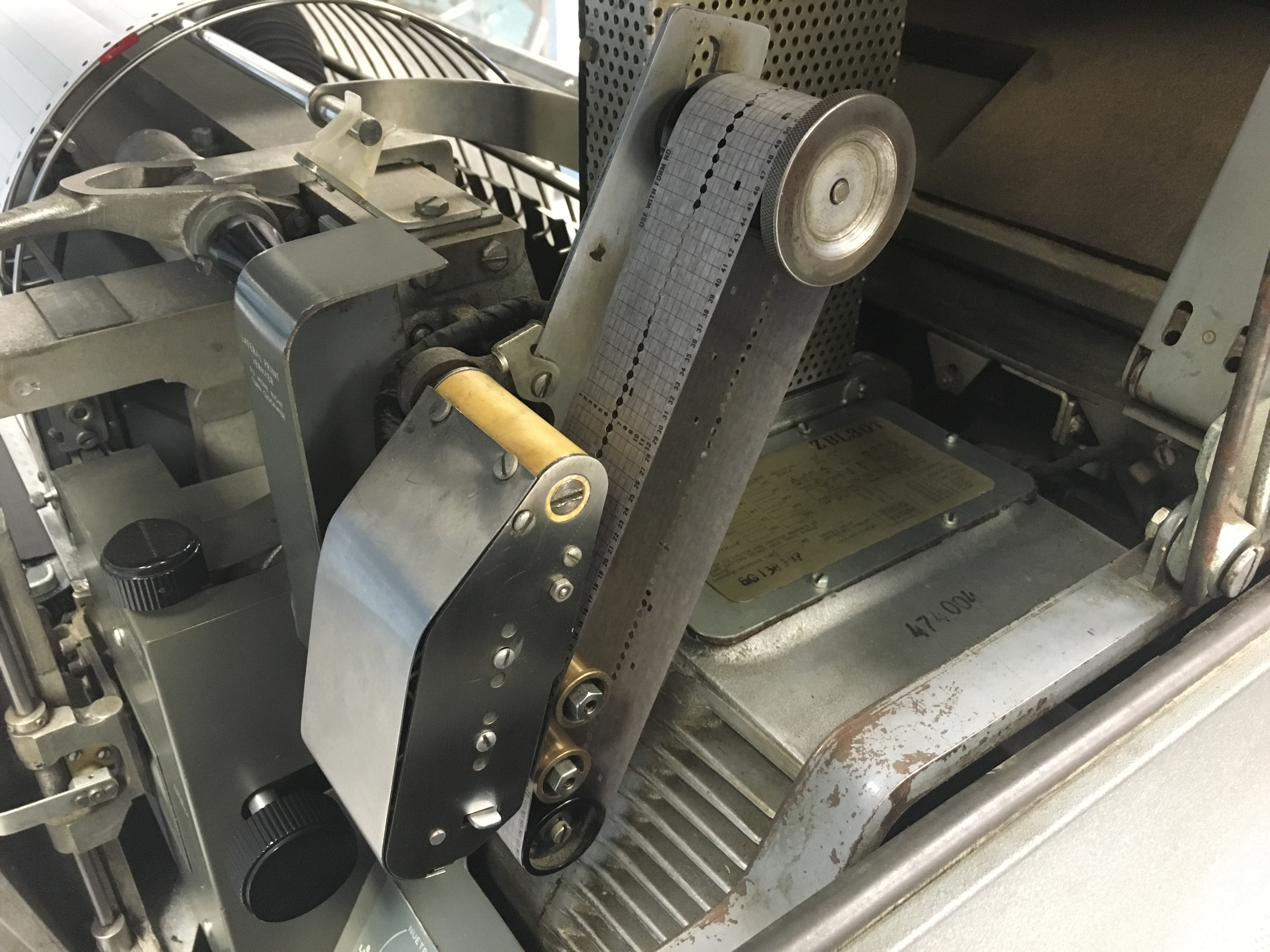
IBM 1403プリンターの紙送り制御テープの拡大写真

IBM 1403プリンター（IBMいちよんまるさん、英語: IBM !403 Printer）IBMが1959年にIBM 1401コンピューター・システムの一部として発表されたチェーン式ラインプリンターで、IBMコンピュータ製品ラインのIBM 1400シリーズ、System/360-System/370だけでなく、その後も英数字の印刷に日本でも長らく使われた。

## 概要
IBM 1403の元々のモデル1は毎分600行のテキストが印刷でき、最大75インチ/秒（190 cm / s）で空白行をスキップできたが、モデル3は毎分最大1400行で印刷できた。標準モデルには印刷位置120があり、追加位置12個がオプションとして利用可能で、全体で132とすることができた。
最大15個の文字セットを載せた「印刷チェーン」がリボンと紙の前で水平方向に回転していて、ハンマーが正確なタイミングで紙を背後から叩き、文字を印刷した。後のモデルでは、印刷チェーンが「印刷トレイン」に置き換えられて、印刷文字のスラッグはチェーンに取り付けられるのではなく、ラックに配置されるようになった。
IBM 1403プリンターのチェーンまたはトレインには英数字240文字を載せられて、いくつかのコピーを載せることにより、1回の完全な回転に必要な0.4秒未満で行を印刷できた。標準「Aチェーン」には、48の異なる文字が5回繰り返されていた。後のモデルで使用された「優先文字セット」では同じ48文字を印刷したが、文字の頻度が異なっていて、数字が8回、26の大文字が4回、12の特殊文字（-*％$ /＆＃@⌑）は8回（最初の4文字）、4回（中央の4文字）、または2回（最後の4文字）といった具合だった。特殊なチェーンまたがトレインを注文することもできた。一般的なテキストの「Tチェーン」には、大文字と小文字および多数の特殊記号を含む120文字のコピーが2つあった。日本ではSystem/360系に接続した時に、EBCDICのカタカナを印刷できるように半角カナ文字が載ったチェーンまたはトレインが用意されて、給与明細などの社内文書、住所などの社外文書でも、1970年代以降IBM漢字システムで漢字処理が普及するまでは、カタカナがよく使われた時期があった。
インク・リボンは印刷領域の幅の長いロールでし、印刷チェーンと用紙の間に配置された。ロールは、供給ロールと巻き取りロールの2つの部分に分かれている。印刷中、ロールは常に巻き取られ、巻き戻された。
当時のほとんどのIBMプリンターと同様に、1403はトラクターでの給紙用にミシン目が付いた連続用紙を使用していた。紙送り制御テープ、または後ではプログラム制御できるバッファで、さまざまなサイズの用紙を使用できるように、用紙の長さと印刷開始する用紙の行を指定できた。
IBM 1403プリンターは、スタンリー・クーブリックの1964年の映画『博士の異常な愛情』でポータブルラジオの隠し場所としてカメオ出演した。
プリンタのオーバーストライク機能を使用して、広範なグレースケールのコピーを生成したりした。いろいろな画像をスキャンし、ピクセル化して、例えば「モナ・リザ」の絵を1403で白黒の画像に印刷したりできた。
特にカバーが上げると、音が騒々しい機械であった。一部の人々は、印刷ハンマーのタイミングを使用するようにテキストを作成し、必要な周波数を生成して、そのテキストが印刷されるときに実際に音楽を再生することもできた。

## モデル
IBM 1403プリンターには、次のようなモデルがあった。
- モデル1：100印刷位置（print positions）、毎分最高600行
- モデル2：132印刷位置、毎分最高600行
- モデル3：132印刷位置、毎分最高1,100行
- モデル4：100印刷位置、毎分最高465行
- モデル5：132印刷位置、毎分最高465行
- モデル6：120印刷位置、毎分最高340行
- モデル7：120印刷位置、毎分最高600行
- モデルN1：132印刷位置、毎分最高1,100行。電力により動作するカバーが床まで達していて、騒音を抑えられた

モデル2、3、7、N1はSystem/360系に接続できて、ということは通常IBM 2821制御装置経由であったが、System/360のいくつかのモデルは1403接続コネクターを内包していた。

## 開発と製造
IBM 1403プリンターはIBMエンディコットで開発・製造されて、IBMの海外工場でも製造された。

## 後継プリンター
IBM 1403プリンターの応用分野は、後にはレーザーを利用した、IBMサンノゼ開発のIBM 3800プリンター（IBM 3800）に引き継がれた。